# Juarez Brandão Lopes
Juarez Rubens Brandão Lopes (Poços de Caldas, 16 de outubro de 1925 – São Paulo, 9 de junho de 2011) foi um sociólogo brasileiro.

## Vida
Foi professor dos departamentos de Ciência Política da Universidade de São Paulo e da Universidade Estadual de Campinas e membro da Academia Brasileira de Ciências.
Formado pela Escola de Sociologia e Política de São Paulo em 1950, fez pós-graduação em sociologia na Universidade de Chicago. De volta ao Brasil, obteve o doutoramento, livre-docência e o título de professor titular da Universidade de São Paulo, onde se aposentou na década de 1980.
Foi um dos fundadores do Cebrap (Centro Brasileiro de Análise e Planejamento) e também exerceu cargos administrativos no governo federal, como o de diretor do CNPq (Conselho Nacional de Desenvolvimento Científico e Tecnológico), secretário-adjunto da Secretaria de Planejamento da Presidência da República e vice-presidente do Ipea (Instituto de Pesquisa Econômica Aplicada).
Faleceu em junho de 2011, aos 85 anos de idade, por falência de órgãos.

## Prêmios
Em  2001, recebeu a Grã-Cruz da Ordem Nacional do Mérito Científico.

## Escritos
- Sociedade Industrial no Brasil (1964)
- Relações Industriais na Sociedade Tradicional Brasileira (1964)
- Crise do Brasil Arcaico (1967)
- Desenvolvimento e Mudança Social (1968)
- Do Latifundio à Empresa. Unidade e Diversidade do Capitalismo no Campo (1976)